# لوري كارسون
لوري كارسون (بالإنجليزية: Lori Carson)‏ هي مغنية وملحنة ومغنية مؤلفة أمريكية، ولدت في 2 مارس 1958 في كوينز في الولايات المتحدة.

## وصلات خارجية
- الموقع الرسمي
- لوري كارسون على موقع IMDb (الإنجليزية)
- لوري كارسون على موقع ميوزك برينز (الإنجليزية)
- لوري كارسون على موقع ديسكوغز (الإنجليزية)